# 1959 في إسبانيا
فيما يلي قوائم الأحداث التي وقعت خلال عام 1959 في إسبانيا.

## رياضة
- 1 يناير – طواف إسبانيا 1959

## مواليد

### يناير
- 1 يناير – إلديفونسو فالكونس
- 6 يناير – خوسيه لويس لورينتي لاعب كرة سلة إسباني.
- 12 يناير – خواكين رويث يورينتي لاعب جودو إسباني.
- 16 يناير – رامون ماريا كالديري لاعب كرة قدم إسباني.

### فبراير
- 4 فبراير – خوان مانويل لوبيز أوتورياغا لاعب كرة سلة إسباني.
- 7 فبراير – خوسيه مانويل بيران لاعب كرة سلة إسباني.
- 8 فبراير – ريكاردو غاليغو لاعب كرة قدم إسباني.
- 21 فبراير – خوسيه ماريا كانو مغني إسباني.

### مارس
- 6 مارس – فرانسيسكو خوسيه كراسكو لاعب كرة قدم إسباني.
- 11 مارس – أنخيل كمريلو دراج إسباني.

### أبريل
- 6 أبريل – أنطونيو كول دراج إسباني.

### مايو
- 15 مايو – لويس بيريز سالا

### يونيو
- 12 يونيو – خوان أنطونيو سان إيبيفانيو لاعب كرة سلة إسباني.
- 19 يونيو – آن هيدالغو سياسية فرنسية.

### يوليو
- 14 يوليو – والاس براينت

### سبتمبر
- 4 سبتمبر – إدواردو أوستا لاعب كرة مضرب إسباني.
- 23 سبتمبر – فرناندو روماي لاعب كرة سلة إسباني.
- 29 سبتمبر – كارلوس كاردوس متسابق دراجات نارية إسباني.

### أكتوبر
- 1 أكتوبر – ماركوس ألونسو بينا
- 2 أكتوبر – لويس فيرنانديز
- 11 أكتوبر – خيسوس هرنانديز أوبيدا دراج إسباني.
- 16 أكتوبر – مانولو سايث

### نوفمبر
- 9 نوفمبر – سيتو بونس متسابق دراجات نارية إسباني.
- 17 نوفمبر – جوان بيريز

### ديسمبر
- 28 ديسمبر – أنا تروخا مغنية إسبانية.

## وفيات

### مايو
- 16 مايو – خايمي غارثيا كروث (مواليد 1910) فارس إسباني.